# Lijst van nummer 1-hits in de Luxemburgse Digital Songs in 2010
Deze hits stonden in 2010 op nummer 1 in de Luxemburgse Digital Songs hitlijst die gepubliceerd wordt door Billboard en samengesteld wordt door Nielsen SoundScan.
| Datum        | Artiest                  | Titel                                               |
| ------------ | ------------------------ | --------------------------------------------------- |
| 2 januari    | Rihanna                  | Russian roulette                                    |
| 9 januari    | Ke$ha                    | Tik tok                                             |
| 16 januari   | Ke$ha                    | Tik tok                                             |
| 23 januari   | Ke$ha                    | Tik tok                                             |
| 30 januari   | Ke$ha                    | Tik tok                                             |
| 6 februari   | Keri Hilson              | I like                                              |
| 13 februari  | Keri Hilson              | I like                                              |
| 20 februari  | Ke$ha                    | Tik tok                                             |
| 27 februari  | Ke$ha                    | Tik tok                                             |
| 6 maart      | Ke$ha                    | Tik tok                                             |
| 13 maart     | Aura Dione               | I will love you monday (365)                        |
| 20 maart     | Aura Dione               | I will love you monday (365)                        |
| 27 maart     | Stromae                  | Alors on danse                                      |
| 3 april      | Stromae                  | Alors on danse                                      |
| 10 april     | Stromae                  | Alors on danse                                      |
| 17 april     | Stromae                  | Alors on danse                                      |
| 24 april     | Stromae                  | Alors on danse                                      |
| 1 mei        | Stromae                  | Alors on danse                                      |
| 8 mei        | Mehrzad Marashi          | Don't believe                                       |
| 15 mei       | Mehrzad Marashi          | Don't believe                                       |
| 22 mei       | K'naan                   | Wavin' flag                                         |
| 29 mei       | Lena Meyer-Landrut       | Satellite                                           |
| 5 juni       | Lena Meyer-Landrut       | Satellite                                           |
| 12 juni      | Lena Meyer-Landrut       | Satellite                                           |
| 19 juni      | Lena Meyer-Landrut       | Satellite                                           |
| 26 juni      | Shakira & Freshlyground  | Waka waka (This time for Africa)                    |
| 3 juli       | Shakira & Freshly Ground | Waka waka (This time for Africa)                    |
| 10 juli      | Shakira & Freshly Ground | Waka waka (This time for Africa)                    |
| 17 juli      | Shakira & Freshly Ground | Waka waka (This time for Africa)                    |
| 24 juli      | Shakira & Freshly Ground | Waka waka (This time for Africa)                    |
| 31 juli      | Shakira & Freshly Ground | Waka waka (This time for Africa)                    |
| 7 augustus   | Yolanda Be Cool & DCUP   | We no speak Americano!                              |
| 14 augustus  | Yolanda Be Cool & DCUP   | We no speak Americano!                              |
| 21 augustus  | Yolanda Be Cool & DCUP   | We no speak Americano!                              |
| 28 augustus  | Yolanda Be Cool & DCUP   | We no speak Americano!                              |
| 4 september  | Yolanda Be Cool & DCUP   | We no speak Americano!                              |
| 11 september | Yolanda Be Cool & DCUP   | We no speak Americano!                              |
| 18 september | Yolanda Be Cool & DCUP   | We no speak Americano!                              |
| 25 september | Yolanda Be Cool & DCUP   | We no speak Americano!                              |
| 2 oktober    | Eminem & Rihanna         | Love the way you lie                                |
| 9 oktober    | Taio Cruz                | Dynamite                                            |
| 16 oktober   | Taio Cruz                | Dynamite                                            |
| 23 oktober   | Taio Cruz                | Dynamite                                            |
| 30 oktober   | Israel Kamakawiwo'ole    | Somewhere over the rainbow / What a wonderful world |
| 6 november   | Israel Kamakawiwo'ole    | Somewhere over the rainbow / What a wonderful world |
| 13 november  | Israel Kamakawiwo'ole    | Somewhere over the rainbow / What a wonderful world |
| 20 november  | Israel Kamakawiwo'ole    | Somewhere over the rainbow / What a wonderful world |
| 27 november  | Duck Sauce               | Barbra Streisand                                    |
| 4 december   | The Black Eyed Peas      | The time (Dirty bit)                                |
| 11 december  | Empire of the Sun        | We are the people                                   |
| 18 december  | The Black Eyed Peas      | The time (Dirty bit)                                |
| 25 december  | The Black Eyed Peas      | The time (Dirty bit)                                |

2009 ·
2010 ·
2011 ·
2012 ·
2013 ·
2014 ·
2015 ·
2016 ·
2017 ·
2018 ·
2019
- Nederland (Top 40)
- Nederland (Single Top 100)
- Nederland (3FM Mega Top 50)
- Nederland (iTunes Top 30)
- Nederland (Kink 40)
- Vlaanderen (Radio 2 Top 30)
- Vlaanderen (Ultratop 50)
- Vlaanderen (Top 30 van Ultratop)
- Vlaanderen (De Afrekening)
- Wallonië
- Australië
- Canada
- Denemarken
- Duitsland
- Finland
- Frankrijk
- Ierland
- Italië
- Luxemburg
- Nieuw-Zeeland
- Noorwegen
- Oostenrijk
- Polen
- Portugal
- Spanje
- Verenigd Koninkrijk
- Verenigde Staten (Hot 100)
- Zweden
- Zwitserland